# Barlinek
Barlinek [barˈlinɛk] (tysk: Berlinchen) er en by i det vestpommerske voivodskab, Polen.
Byen har 14,156 indbyggere. Byen var indtil slutningen af anden verdenskrig en del af Brandenburg men blev derefter en del af Polen. Skakmesteren Emanuel Lasker er født i byen.
- Wikimedia Commons har flere filer relateret til Barlinek